# Encephalartos middelburgensis
Encephalartos middelburgensis là một loài thực vật hạt trần trong họ Zamiaceae. Loài này được Vorster, Robbertse & S.van der Westh. mô tả khoa học đầu tiên năm 1989.